# Nectarinia fuliginosa
Nectarinia fuliginosa é uma espécie de ave da família Nectariniidae.
Pode ser encontrada nos seguintes países: Angola, Benin, Camarões, República do Congo, República Democrática do Congo, Costa do Marfim, Guiné Equatorial, Gabão, Gana, Libéria, Nigéria, Serra Leoa e Togo.